# Wulflamhaus
Das Wulflamhaus ist ein aus dem 14. Jahrhundert stammendes Bürgerhaus im Stadtgebiet Altstadt der Stadt Stralsund am Alten Markt. Es ist der norddeutschen Backsteingotik zuzuordnen und ist eines der am besten erhaltenen Wohnhäuser der Spätgotik im norddeutschen Raum.

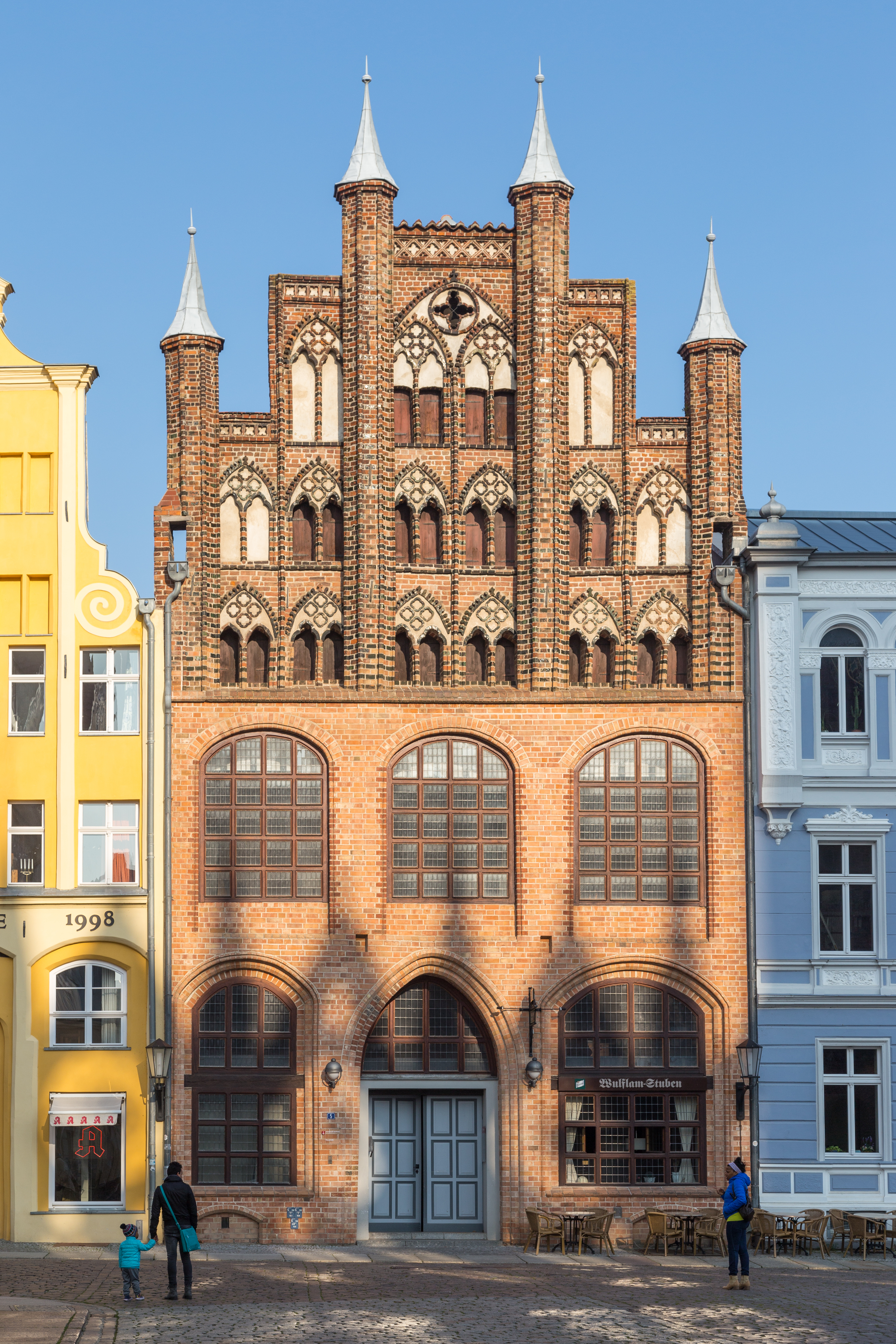
Wulflamhaus am Alten Markt in Stralsund (2015)

Das Gebäude war ein Auftragswerk des damaligen Ratsherren und späteren Bürgermeisters Stralsunds Bertram Wulflam. Er ließ sich dieses Haus gegenüber dem Stralsunder Rathaus vor 1358 erbauen.
Auffallend ist die für die norddeutsche Backsteingotik typische Schaufassade, die durch die insbesondere für Stralsund typische aufwändige Pfeilergiebelkonstruktion gekennzeichnet ist. Diese erfuhr mehrfache Veränderungen und wurde in der Zeit von 1988 bis 1991 umfassend rekonstruiert.
Im Haus und auch im nahegelegenen Hof befinden sich neben einer Diele eine Galerie, mehrere Speicher sowie ein Brauhaus. Im Inneren des Hauses sind Wandmalereien aus dem 15. Jahrhundert erhalten geblieben. Ein weiteres bauliches Detail ist die Kemlade, ein rückwärtiger Flügelanbau in Fachwerk-Bauweise, der sich über zwei Geschosse erstreckt. Der Original-Hausbaum ist gut sichtbar.
Vermutet wird, dass die beiden an der Front des Hauses sichtbaren Mauerdurchbrüche einst Träger für einen Balkon enthielten.
Das Wulflamhaus beherbergt heute ein Restaurant und die Pressestelle der Stadtverwaltung Stralsund.
Das Haus liegt im Kerngebiet des von der UNESCO als Weltkulturerbe anerkannten Stadtgebietes des Kulturgutes „Historische Altstädte Stralsund und Wismar“. In die Liste der Baudenkmale in Stralsund ist es mit der Nummer 7 eingetragen.